# HD142823
HD142823 — хімічно пекулярна зоря спектрального класу B9, що має видиму зоряну величину в смузі V приблизно  8,9.
Вона  розташована на відстані близько 680,9 світлових років від Сонця.

## Пекулярний хімічний склад
Зоряна атмосфера HD142823 має підвищений вміст 
Cr
.